# Sickle Nunatak
Sickle Nunatak är en nunatak i Antarktis. Den ligger i Östantarktis. Nya Zeeland gör anspråk på området. Toppen på Sickle Nunatak är 510 meter över havet.
Terrängen runt Sickle Nunatak är varierad. Trakten är obefolkad. Det finns inga samhällen i närheten. 